# 愛の祭
『愛の祭』（あいのまつり）は、東海テレビ制作・フジテレビ系列で、1992年10月5日から12月29日までに放送された昼ドラである。

## キャスト
- 神山めぐみ:墨田ユキ
- 水島礼次:西川忠志
- 水島惣吉:東野英心
- 中山太郎:遠藤憲一
- 水島花土：岩本多代
- 水島浩介：藤堂新二
- 水島啓子：伊藤幸子
- 今野：阿部祐二
- 典子:野田善子（現:野田よしこ）
- 神山峰子：風間舞子
- 石岡真理：浜田朱里
- 氏家夏子：船村渚子
- 若林弁護士：田嶋基吉

## スタッフ
- 演出：松生秀二、安室修
- プロデューサー：松生秀二、前田満州夫、浦井孝行
- 脚本：下飯坂菊馬、三輪令子
- 音楽：大島ミチル
- 制作著作：東海テレビ放送、国際放映

## 主題歌・挿入歌
- 主題歌「AMOR〜アモール」（歌：グラシェラ・スサーナ with サンドラ・アロンソ）
  - 作詞：夏実唯／作曲：グラシェラ・スサーナ／編曲：若草恵

- 挿入歌「つばめのように」（歌：グラシェラ・スサーナ with サンドラ・アロンソ）
  - 作詞・作曲：小坂恭子／編曲：若草恵